# Imjado

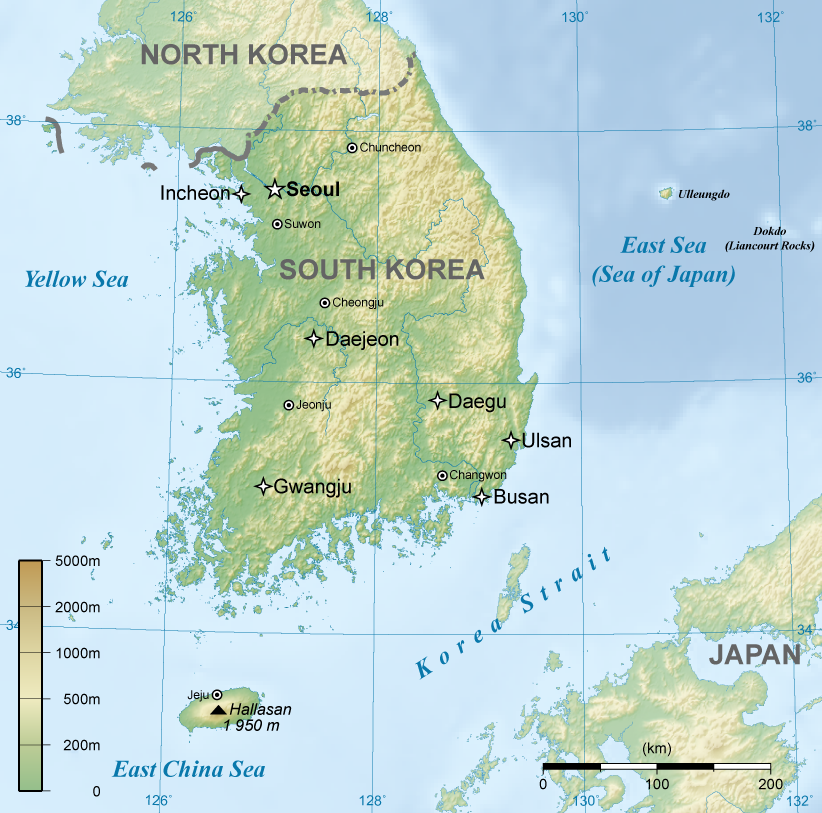
Mapa da Coreia do Sul, a ilha se localiza ao oeste.

Imjado é uma ilha da Coreia do Sul, localizada no Mar Amarelo. A ilha é um popular ponto turístico, e abriga a maior praia da Coreia do Sul, com uma extensão de 12 km e largura de 300 m quando a maré está baixa.